# 바이쉐
바이쉐(중국어: 白雪, 병음: Bái Xuě, 1988년 12월 15일 ~ )은 중화인민공화국의 전직 여자 장거리 달리기 선수이다.
헤이룽장성 치치하얼시 이안현 출신이며 10대 시절부터 육상에서 두각을 드러냈다. 대한민국 인천에서 열린 2005년 아시아 육상 선수권 대회에서는 여자 5,000m, 10,000m에서 금메달을 차지했으며 중화인민공화국 베이징에서 열린 2006년 세계 주니어 육상 선수권 대회에서는 여자 5,000m에서 4위를 차지했다. 2008년 베이징 하계 올림픽에서는 여자 10,000m에서 21위를 기록했다. 독일 베를린에서 열린 2009년 세계 육상 선수권 대회에서는 여자 마라톤에서 2시간 25분 15초를 기록하여 금메달을 차지했다.